# Cryptotis celaque
Cryptotis celaque és una espècie d'eulipotifle de la família de les musaranyes. És endèmica d'Hondures. Té una llargada de cap a gropa de 74 mm, una cua de 27 mm i un pes de 9 g. Es tracta d'una espècie de Cryptotis de mida mitjana. El seu hàbitat natural són els boscos montans humits. Té el pelatge de color negre. El seu nom específic, celaque, es refereix a la serralada on viu i el parc nacional que la protegeix.